# Gennaro Manna
Gennaro Manna (Nápoly, 1715. december 12. – Nápoly, 1779. december 28.) itáliai zeneszerző.

## Operái
- Tito Manlio (Róma, Teatro Argentina, 1742. január 21.)
- Siroe Re di Persia (Velence, Teatro San Giovanni Grisostomo, karnevál, 1743)
- Festa teatrale per la nascita Real Infante (Nápoly, 1743. június)
- Achille in Sciro (Nápoly, Teatro di San Carlo, 1745. január 20.)
- Serenata per festeggiare gli sponsali Real Delfino colla serenissima Donna Teresa Infante di Spagna (Nápoly, 1745. július 26.)
- Lucio Vero ossia Il Vologeso (Nápoly, Teatro di San Carlo, 1745. december 19.)
- Arsace (Nápoly, Teatro di San Carlo, karnevál, 1746)
- Adriano Placata (Ferrara, 1748)
- Lucio Papirio dittatore (Róma, Teatro delle Dame, karnevál, 1748)
- Eumene (Teatro Regio (Torino), karnevál, 1750)
- Didone abbandonata (Velence, Teatro San Giovanni Grisostomo, karnevál, 1751)
- Demofoonte (Teatro Regio, Torino, karnevál, 1754)
- Temistocle (Piacenza, karnevál, 1761)
- Artaserse (Nápoly, Teatro di San Carlo)[2]